# Джуро Мацут
Джуро Мацут е сръбски политик и министър-председател на Сърбия от 16 април 2025 г. Той наследява подалия оставка Милош Вучевич, до чиято оставка се стига след протестите в Сърбия.

## Биография
Джуро Мацут е роден на 22 ноември 1963 г. в Белград, СР Сърбия, СФР Югославия. Завършва Медицинския факултет на Белградския университет през 1989 г., през 1995 г. получава магистърска степен и през 1999 г. – докторска степен. След дипломирането си става ендокринолог и изследовател, работещ в области, свързани с метаболизма, невроендокринните тумори и синдрома на поликистозните яйчници. По-късно, през 2013 г., става професор по вътрешни болести и ендокринология в Медицинския факултет и директор на Клиниката по ендокринология, диабет и метаболитни заболявания в Университетския клиничен център на Сърбия. Той е и гост-професор в Атинския университет и Медицинския факултет на Университета в Скопие.
Мацут е активен член на Европейското дружество по ендокринология (ESE) от 2016 г., като членува и в различни комитети. От 2016 до 2020 г. той е представител на Съвета на асоциираните дружества на ESE в Изпълнителния комитет на ESE в качеството си на служебен представител. През 2020 г. е избран за пълноправен член на Изпълнителния комитет на ESE и негов касиер. 
Мацут изразява подкрепа за Сръбската прогресивна партия на парламентарните избори през 2023 г., но въпреки това не е член на никоя политическа партия. Изразява несъгласие с водените от студенти антикорупционни протести в Сърбия, които се организират от 2024 г.

## Личен живот
Мацут е женен и има едно дете. Награден е с орден „Караджорджиева звезда“ през 2024 г. Според репортаж на разследващата журналистическа организация KRIK Мацут е купил дом за 1,2 милиона евро от Томислав Богетич, бивш директор на публичното предприятие „Белград пут“, малко преди да стане министър-председател. В допълнение към този имот той притежава и четири апартамента.

## Министър-председател на Сърбия
След оставката на Милош Вучевич като министър-председател на Сърбия са проведени преговори за сформиране на ново правителство. Александър Вучич, президентът на Сърбия, номинира Мацут за мандатоносител на министър-председателя пред Народната скупщина на Сърбия на 6 април 2025 г. Той е третият независим политик, номиниран за поста, след Мирко Цветкович и Ана Бърнабич. Съставът на кабинета му е обявен на 14 април 2025 г., негови заместници са Синиша Мали, Ивица Дачич и Адриана Месарович. Правителството му е съставено и от няколко независими, свързани с NPZD. Ана Бърнабич, председателят на Скупщината, свиква заседание за 15 април 2025 г., за да избере новото правителство. Кабинетът на Мацут е избран на 16 април 2025 г. със 153 гласа в подкрепа. 
Политологът Душан Спасоевич и анализаторът Цвијетин Миливоевич твърдят, че Мацут няма да има автономия като министър-председател при вземането на решения. Деян Бурсач, сътрудник в Института за философия и социална теория към Белградския университет също твърди, че въпреки включването на няколко академици в кабинета на Мацут правителството все още ще бъде оглавявано от СНС, тъй като те запазват позиции в ключови министерства. „Ройтерс“ съобщава, че въпреки церемониалната си роля Вучич ще има значително влияние в правителството.[източник? (Поискан преди 1 ден)]